# Холлиман, Эрл
Эрл Холлиман (англ.  Earl Holliman), имя при рождении Генри Эрл Холлиман (англ.  Henry  Earl Holliman; 11 сентября 1928, Делхай — 25 ноября 2024, Студио-Сити) — американский актёр кино и телевидения 1950—2000-х годов, а также певец и активист движения за права животных.
За время своей карьеры Холлиман сыграл в таких фильмах, как «Сломанное копьё» (1954), «Большой ансамбль» (1955), «Гигант» (1956), «Запретная планета» (1956), «Продавец дождя» (1956), «Перестрелка у кораля О.К.» (1957), «Последний поезд из Ган Хилл» (1959), «Ловушка» (1959), «Лето и дым» (1961) и «Сыновья Кэти Элдер» (1965).
Более всего Холлиман известен как исполнитель роли сержанта Билла Кроули в популярной полицейской теледраме «Женщина-полицейский» (1974—1978). Он также играл главные или постоянные роли в сериалах «Отель де Пари» (1959—1960), «Бескрайняя страна» (1962—1963), «P.S. Я люблю тебя» (1991—1992), «Дельта» (1992—1993) и «Найтмен» (1997—1999).
В 1957 году Холлиман завоевал «Золотой глобус» за исполнение роли второго плана в фильме «Продавец дождя» (1956), а в 1993 году удостоился номинации на «Золотой глобус» за роль второго плана в телесериале «Дельта» (1992).

## Ранние годы и начало карьеры
Эрл Холлиман родился 11 сентября 1928 года в городке Делхай, Луизиана, США в семье, где было десять детей. Его отец, фермер по имени Уильям А. Фрост, умер за несколько месяцев до рождения Эрла. Из-за бедственного материального положения мать была вынуждена отказаться от семи из своих десятерых детей. Она отдала Эрла сразу после рождения на усыновление, а её других детей направили в сиротский приют, которых она позднее забрала обратно. Несмотря на столь раннее усыновление, Холлиман позднее разыскал своих братьев и сестёр и установил с ними отношения.
Когда Эрлу была всего неделя, его усыновила семья Холлиманов, работник нефтепромысла по имени Генри Эрл Холлиман и его жена-официантка Велма. Мальчик вырос в Луизиане и в различных местах в Арканзасе. Некоторое время в подростковом возрасте Холлиман жил с семьёй в Кервилле, Техас. Как позднее вспоминал Холлиман, в детстве приемные родители были для него источником счастья и вдохновения, и он всегда считал Холлиманов своей настоящей семьёй.
У Холлимана было нормальное детство, однако когда ему было 13 лет, умер отец и Эрл был вынужден пойти работать. Свои первые деньги он заработал в качестве билетёра в кинотеатре и газетчика в Shreveport Times, официанта и даже помощника фокусника.
С раннего детства Холлиман мечтал стать актёром. В 15 лет он автостопом добрался до Голливуда с мечтой попасть в кино, однако неделю спустя был вынужден вернуться обратно в Луизиану. Во время Второй мировой войны, исказив свой возраст (на тот момент ему было 16 лет), Холлиман поступил на службу в ВМС США, и его направили в школу радиосвязи, расположенную в Голливуде. Значительную часть свободного времени Эрл проводил в знаменитом голливудском кафе для звёзд, где встретил многих актёров, с которым в будущем ему предстоит работать. Через год после зачисления был раскрыт обман Холлимана с возрастом, его уволили со службы, и он вернулся домой. По возвращении домой Холлиман работал на нефтяных месторождениях и мыл посуду в различных ресторанах.
В 1946 году Холлиман с высокими баллами окончил школу в Ойл-Сити, Луизиана, где был президентом в старшем классе и играл в футбольной команде. Отказавшись от стипендии в Университет штата Луизиана, он снова записался в Военно-морской флот, и был направлен служить в Норфолк, Виргиния. Там он стал играть в нескольких постановках Военно-морского театра Норфолка.
После демобилизации Холлиман направился в Голливуд, где изучал драматическое искусство в Школе кинематографических искусств Университета Южной Калифорнии, а также стажировался в Театре Пасадины. Одновременно Эрл работал делопроизводителем в фонде защиты животных «Синий крест» и сборщиком самолётов в компании North American Aviation.

## Карьера в кинематографе
Как пишет историк кино Гэри Брамбург, Холлиман начал постигать актёрскую профессию с эпизодических ролей без указания в титрах в нескольких фильмах, включая военную драму с Ричардом Уидмарком «Место назначения — Гоби» (1953) и комедию с Дином Мартином и Джерри Льюисом «Напуганные до смерти» (1953), где был лифтёром. В тот же год он сыграл одного из морпехов в романтической комедии «Девушки острова удовольствий» (1953), а также роли второго плана в вестерне с Вирджинией Мейо «Каньон дьявола» (1953) и в романтическом приключенческом экшне с Джеффом Чандлером «К Востоку от Суматры» (1953). Год спустя Холлиман получил роли работника и младшего сына сурового хозяина ранчо в исполнении Спенсера Трейси в вестерне «Сломанное копьё» (1954), а также обречённого члена экипажа вертолёта в военной драме с Уильямом Холденом «Мосты Токо-Ри» (1954). У него была также заметная роль второго плана в драме о начинающем боксёре «Чемпион из Теннесси» (1954).
В 1955 году вышло два фильма нуар с участием Холлимана. В фильме «Большой ансамбль» (1955) он сыграл одного из подручных гангстера (Ричард Конте), который погибает в результате интриг своего босса. В фильме нуар «Я умирал тысячу раз» (1955) Холлиман вновь сыграл роль недалёкого, но горячего подручного авторитетного грабителя (Джек Пэланс), который погибает в результате своих неосмотрительных действий при уходе с места ограбления. После выхода картины кинокритик «Нью-Йорк Таймс» Босли Краузер обратил внимание на игру Холлимана в роли «ветренного молодого преступника».
Следующий год стал одним из самых успешных в кинокарьере Холлимана. В драме «Продавец дождя» (1956) речь шла о тяжёлой жизни сельской семьи на Среднем Западе США в годы Великой депрессии. Главные роли в фильме исполнили Берт Ланкастер в роли мошенника, обещающего организовать дождь несчастной фермерской семье, и Кэтрин Хэпберн в роли дочери фермера, которая под влиянием героя Ланкастера расцветает как женщина. Холлиман в этом фильме сыграл робкого фермерского сына, который в конце концов вырывается из-под подавляющей опеки своего брата и находит себе девушку. Роль в этом фильме принесла Холлиману «Золотой глобус».
В 1956 году вышел эпический вестерн «Гигант» (1956) со звёздным актёрским составом, включавшим Рока Хадсона, Элизабет Тейлор и Джеймса Дина. Холлиману в это картине досталась роль тихого зятя могущественного владельца ранчо (которого сыграл Хадсона). В том же году Холлиман сыграл небольшую, но значимую роль кока на космическом корабле в одном из лучших фантастических фильмов 1950-х годов «Запретная планета» (1956) с участием Лесли Нильсена и Уолтера Пиджона. У Холлимана также была роль второго плана в вестерне с Табом Хантером и Натали Вуд «Горящие холмы» (1956).
Год спустя вышел вестерн «Перестрелка у кораля О.К.» (1957) с Ланкастером и Кирком Дугласом в главных ролях, где у Холлимана была важная роль помощника шерифа. В том же году он сыграл молодого ковбоя, который приударяет за героиней во время поездки в дилижансе, в вестерне с Джоэлом Маккри и Барбарой Стэнвик «Сержант Хук» (1957). Он также исполнил роль друга и гражданского помощника главного героя, лейтенанта ВМС (Гленн Форд), который заводит роман с корабельной медсестрой (Энн Фрэнсис) в военно-морской романтической комедии «Не подходи к воде» (1957).
До конца 1950-х годов Холлиман сыграл важные роли второго плана в трёх значимых фильмах — в драме «Жаркий сезон» (1958) с Ширли Бут, Энтони Куинном и Ширли Маклейн, где он был мягким старшим сыном главы семейства (Куинн), который никак не может выйти из-под жёсткого контроля своего отца. В криминальном экшне «Ловушка» (1959) с такими признанными актёрами, как Ричард Уидмарк и Ли Джей Кобб у Холлимана была одна из главных ролей пьющего, непутёвого помощника шерифа в отдалённом калифорнийском городке, куда возвращается его старший брат-адвокат (Уидмарк), намереваясь защищать гангстера. Наконец, в вестерне «Последний поезд из Ган Хилл» (1959), снова с Дугласом и Куинном, Холлиман предстал в образе трусливого сына крупного землевладельца (Куинн), который виновен в изнасиловании и убийстве жены представителя закона (Дуглас).
В фантастической комедии с Джерри Льюисом «Визит на маленькую планету» (1960) Холлиман сыграл ревнивого парня главной героини (Джоан Блэкман), в которую влюбляется прилетевший на Землю инопланетянин (Льюис). Год спустя в роли одинокого коммивояжёра Холлиман сыграл трогательную финальную сцену в парке с главной героиней (Джеральдин Пейдж) в мрачной драме по пьесе Теннесси Уильямса «Лето и дым» (1961).
Лишь четыре года спустя Холлиман снова появился на большом экране, сыграв роль одного из младших братьев Элдеров, который погибает в перестрелке в начале истории в вестерне «Сыновья Кэти Элдер» (1965). Его братьев в этом фильме сыграли такие звёзды, как Джон Уэйн, Дин Мартин и Майкл Андерсон — младший. В криминальной драме «Договор со смертью» (1967) Холлиман выступил в роли ревнивого и неприятного коммивояжера, которого вопреки его возражениям осуждают на смертную казнь через повешение за убийство жены. Однако при исполнении смертного приговора в результате его непреднамеренных действий гибнет палач, после чего выясняется, что жену коммивояжёра убил другой человек. Год спустя Холлиман сыграл роль профессора-биолога в научно-фантастическом триллере с Джорджем Хэмилтоном «Власть» (1968), а также был сержантом взвода в военной драме «Битва за Анцио» (1968) с Робертом Митчемом и Питером Фальком в главных ролях.
В 1970-е годы Холлиман сыграл в трёх фильмах, среди которых наиболее значимой была драма «Удачи, мисс Вайкофф» (1979). В этой картине актёр сыграл роль женатого водителя, с которым незамужняя привлекательная учительница (Энн Хейвуд) хочет завести роман, однако он покидает город, ещё до того, как она, преодолев сомнения в отношении его брака, решается ответить согласием.
В 1981 году Холлиман появился в роли коррумпированного политика, кандидата в губернаторы штата Джорджия в полицейском боевике «Команда Шарки» (1981), который поставил и сыграл в нём главную роль Берт Рейнольдс. После ролей ещё в двух фильмах — криминальной мелодраме «Блюз плохого города» (1999) и в триллере «Идеальный жилец» (2000) — Холлиман завершил свою кинокарьеру.

## Карьера на телевидении
В конце 1950-х годов Холлиман получал в кино преимущественно роли второго плана, и в поисках главных ролей он стал всё больше работать на телевидении. Всего в период с 1957 по 2000 год Холлиман сыграл в 581 эпизоде 75 различных сериалов.
В 1950-е годы Холлиман сыграл во многих телеантологиях, которые выходили в прямом эфире. В частности, он сыграл памятные роли в эпизодах телесериалов «Театр 90» и «Театр „Крафта»" (1958), после чего в 1959 году сценарист и продюсер Род Серлинг взял его на главную роль в самом первом эпизоде сериала «Сумеречная зона», который вышел на экраны в 1959 году.
С 1959 года Холлиман стал играть свою первую постоянную роль в телесериале. Это был вестерн-сериал студии CBS «Отель де Пари» (1959—1960, 32 эпизода), где он сыграл стрелка, который после 17 лет, проведённых в тюрьме за убийство местного злоея, возвращается в свой город, где становится маршалом и совладельцем местного отеля вместе с двумя родственницами убитого. Второй сериал Холлимана «Бескрайняя страна» (1962—1963, 28 эпизодов) выходил на канале NBC. Это также был вестерн, однако на этот раз Холлиман предстал в образе ковбоя, выступающего в родео, который пытается отговорить своего младшего брата пойти по его стопам.
Далее, вплоть до 1974 года Холлиман играл лишь отдельные гостевые роли во множестве различных телесериалов, среди которых «Бонанза» (1965), «Вертикальный взлёт» (1965), «Доктор Килдэр» (1965), «Виргинец» (1965), «Беглец» (1965), «ФБР» (1966—1973, 4 эпизода), «Кастер» (1967), «Защитник Джадд» (1968), «Доктор Маркус Уэлби» (1969), «Дымок из ствола» (1969—1973), «Требуется вор» (1970), «Айронсайд» (1971), «Прозвища Смит и Джонс» (1971), «Медицинский центр» (1971—1973, 2 эпизода) и «Улицы Сан-Франциско» (1973).
После того, как Холлиман и Энджи Дикинсон сыграли в двух различных эпизодах сериала «Полицейская история» (1973), NBC обратила на них внимание, задумав создать сериал, где оба будут играть главные роли. Так появился полицейский сериал «Женщина-полицейский» (1974—1978, 90 эпизодов), в котором Холлиман сыграл свою самую знаменитую роль сержанта, а затем лейтенанта Билла Кроули, начальника сексуальной Дикинсон, которая как правило работает под прикрытием. Отношения между персонажами Холлимана и Дикинсон на протяжении всего сериала оставались сугубо деловыми, хотя было очевидно, что между ними существует взаимная симпатия и более глубокая внутренняя связь.
Начиная с 1970 года, Холлиман также сыграл заметные роли в ряде телевизионных фильмов, среди которых приключенческий экшн «Отчаянная миссия» (1969), драма о подготовке морских пехотинцев «Племена» (1970), где у него была роль инструктора, семейная мелодрама о собаке «Дым» (1970), пилотный фильм детективного сериала «Кэннон» (1971), историческая приключенческая драма о войнах за независимость в Южной Америке «Монтсеррат» (1971), фантастический боевик «Человек на шесть миллионов долларов: Вино, женщины и война»(1973), фильм ужасов «В ловушке» (1974) и детективный триллер «Панический крик» (1974), где он сыграл шерифа маленького городка, в котором произошло убийство. В 1977 году Холлиман предстал в образе весёлого психолога, который пытается уберечь от криминала и помочь детям на улицах Лос-Анджелеса, в социальной драме «Александр: Другая сторона рассвета»(1977). В теледраме «Одинокий человек» (1979) он сыграл одну из своих любимых ролей рабочего, который получает столь ожидаемое повышение в тот же день, когда жена объявляет ему, что хочет развестись. Затем последовала романтическая комедия «Куда уходят леди» (1980) и драма «Золото кантри» (1982) о стареющей кантри-певце, на глазах которой вырастает новая звезда,
На рубеже 1970—1980-х годов Холлиман снялся на телевидении в двух эпизодах полицейского процедурала «Калифорнийский дорожный патруль» (1979—1980), а также в одной из значимых ролей в популярном мини-сериале «Поющие в терновнике» (1983) с Ричардом Чемберленом в главной роли. Далее последовали ещё три телефильма — драма с Бертом Рейнольдсом «Разбит, если твой ребёнок употребляет наркотики» (1986), вестерн с Джеймсом Арнессом «Дымок из ствола: Возвращение в Додж» (1987) и психологическая мелодрама «Американский урожай» (1987).
В начале 1990-х годов Холлиман сыграл постоянные роли в двух сериалах. В криминальной мелодраме CBS «P.S. Я люблю тебя» (1991—1992, 13 эпизодов) он сыграл одну из главных ролей владельца частного детективного агентства Мэтью Дернинга, который берёт на работу двух бывших мошенников, попавших в программу защиты свидетелей. В ситкоме ABC сериале «Дельта» (1992—1993, 17 эпизодов) с Дельтой Бёрк в заглавной роли официантки, которая мечтает стать звездой кантри-музыки, Холлиман сыграл положительную роль владельца бара. Хотя роль не была особенно выдающейся, тем не менее, она принесла Холлиману номинацию на «Золотой глобус» в категории лучшая роль второго плана в телесериале.
В 1990-е годы Холлиман сыграл также в таких сериалах, как «Пустое гнездо» (1990), «Она написала убийство» (1991—1994, 2 эпизода), «Шоу Ларри Сандерса» (1992), «Полуночная жара» (1992). Он также сыграл гостевую роль отца из Висконсина заглавной героини (Лиа Томпсон) в телеситкоме «Каролина в Нью-Йорке» (1996—1999, 3 эпизода)". Последней крупной работой Холлимана на телевидении стал супергеройский боевик «Найтмэн» (1997—1999, 24 эпизода), где он сыграл одну из главных ролей Фрэнка Доминуса, опального бывшего полицейского и отца главного героя.

## Актёрское амплуа и оценка творчества
Как отмечено в биографии актёра на сайте Internet Movie Database, отличительными чертами грубовато красивого Эрла Холлимана являются тёмно-карие глаза, крепкая челюсть с ямочкой на подбородке и характерный мягкий, высокий звучный голос.
Востребованный характерный актёр, Холлиман начинал с ролей весёлых молодых новичков и молодых парней в суровых вестернах, военных драмах и бесшабашных, шумных комедиях. Вплоть до 40 лет Холлиман играл преимущественно «наглецов, глупцов и наивных персонажей». Типаж Холлимана подходил для исполнения ролей предприимчивых мужчин, мачо или деревенских простаков. Свои более значимые, а иногда и главные, роли Холлиман играл в вестернах и военных драмах, «обычно исполняя роли вспыльчивых деревенских парней с маниакальной непредсказуемостью». Как отмечает историк кино Гэри Брамберг, его развзанные, хвастливые персонажи в таких фильмах, как «Чемпион из Теннесси» (1954), «Сломанное копье» (1954), «Мосты у Токо-Ри» (1954), «Большой ансамбль» (1955), «Я умирал тысячу раз» (1955), «Запретная планета» (1956), «Горящие холмы» (1956) и «Гигант» (1956) варьируются от глупых и добродушных до импульсивных и угрожающих.
Игравший иногда и главные роли, Холлиман как правило был значимым актёром второго плана, отличительной чертой которого был «характерный мягкий, высокий звучный голос». Как рассказывал сам Холлиман, «мне однажды сказали, что, несмотря на то, что я был хорошим актёром, я не был достаточно красив, чтобы играть главную роль, и я не был достаточно необычным, чтобы быть характерным актёром. Я был просто как бы посередине».
К его более значимым актёрским работам в кино, по мнению историка кино Хэла Эриксона, относятся комичный повар в «Запретной планете» (1956), сходящий с ума по девушкам брат Кэтрин Хепберн в «Продавце дождя» (1956), роль, которая принесла ему номинацию на «Золотой глобус», а также Мэтт Элдер в фильме с Джоном Уэйном «Сыновья Кэти Элдер» (1965). Как отмечено в биографии актёра на сайте Turner Classic Movies, более всего Холлимана помнят по образу младшего сына в «Продавце дождя» (1956), а также по образу лейтенанта Билла Кроули в телесериале «Женщина-полицейский» (1974—1978), где его партнёршей была Энджи Дикинсон.

## Прочая деятельность

### Музыкальная и театральная карьера
В 1958—1963 годах Холлиман сделал короткую, но успешную карьеру поп- и кантри- певца и в какой-то момент заключил контракт со звукозаписывающей компанией Capitol Records. В 1958 году он также спел в программе «Телевизионный театр „Крафта“», а весной 1963 года в течение двух месяцев гастролировал с популярным мюзиклом «Оклахома», где играл главную роль Керли Маклейна.
Летом 1963 года Холлиман играл в Филадельфии в спектакле «Воскресенье в Нью-Йорке», в сентябре 1963 года играл в «Нежной ловушке» в Доббс-Ферри, штат Нью-Йорк, и в том же году играл в Индианаполисе — в спектакле «Сельская девушка». В 1968 году в Лос-Анджелесе Холлиман играл в постановке пьесы Теннесси Уильямса «Камино Роял».
С конца 1970-х годов в течение десяти лет Холлиман владел театром Fiesta Dinner Playhouse в Сан-Антонио, Техас. В этом театре он выступал в перерывах между съемками в кино и на телевидении в таких спектаклях, как «Мышьяк и старые кружева» (1980), «Мистер Робертс» (1981) и «В то же время, в следующем году» (1983).

### Участие в политической и общественной жизни
Убеждённый консервативный республиканец, в 1956 году Холлиман участвовал в кампании за переизбрание президента Эйзенхауэра. В 1966 году он поддерживал Рональда Рейгана на выборах губернатора Калифорнии и позднее — на президентских выборах 1980 и 1984 годов. Он также поддерживал Ричарда Никсона на президентских выборах 1968 и 1972 годов, а позднее — Джорджа Буша-младшего на выборах 2000 и 2004 годов.
Холлиман широко известен как активный участник движения за защиту прав животных. На протяжении более чем 25 лет он был президентом фонда «Актёры и другие — за животных».

## Личная жизнь
Холлиман никогда не был женат.
В конце 1950-х годов и в середине 1960-х годов Холлиман ухаживал за такими актрисами, как Энн Френсис, Долорес Харт, Тина Луиз, Джуди Мередит (англ. Judi Meredith), Ивонн Лайм (англ. Yvonne Lime), Сьюзен Оливер и Джейн Фонда.
Умер 25 ноября 2024 года в Студио-Сити в возрасте 96 лет.

## Фильмография
| Год         |    | Русское название                                           | Оригинальное название                           | Роль                                                 |
| ----------- | -- | ---------------------------------------------------------- | ----------------------------------------------- | ---------------------------------------------------- |
| 1953        | ф  | Каньон дьявола                                             | Devil's Canyon                                  | Джо                                                  |
| 1953        | ф  | К востоку от Суматры                                       | East of Sumatra                                 | Купидон                                              |
| 1953        | ф  | Место назначения — Гоби                                    | Destination Gobi                                | Фрэнк Свенсон (в титрах не указан)                   |
| 1953        | ф  | Девушки острова удовольствий                               | The Girls of Pleasure Island                    | морпех (в титрах не указан)                          |
| 1953        | ф  | Напуганные до смерти                                       | Scared Stiff                                    | лифтёр (в титрах не указан)                          |
| 1954        | ф  | Мосты у Токо-Ри                                            | The Bridges at Toko-Ri                          | Нестор Гэмидж                                        |
| 1954        | ф  | Сломанное копье                                            | Broken Lance                                    | Дэнни Деверо                                         |
| 1954        | ф  | Чемпион Теннесси                                           | Tennessee Champ                                 | Хэппи Джекфилд                                       |
| 1955        | ф  | Большой ансамбль                                           | The Big Combo                                   | Минго                                                |
| 1955        | ф  | Я умирал тысячу раз                                        | I Died a Thousand Times                         | Ред                                                  |
| 1955        | ф  | Горящие холмы                                              | The Burning Hills                               | Морт Бэйлисс                                         |
| 1956        | ф  | Запретная планета                                          | Forbidden Planet                                | кок                                                  |
| 1956        | ф  | Гигант                                                     | Giant                                           | «Боб» Дэйс                                           |
| 1956        | ф  | Продавец дождя                                             | The Rainmaker                                   | Джим Карри                                           |
| 1957        | ф  | Не подходи к воде                                          | Don't Go Near the Water                         | Адам Гарретт                                         |
| 1957        | ф  | Перестрелка у корраля О.К.                                 | Gunfight at the O.K. Corral                     | Чарльз Бассетт                                       |
| 1957        | ф  | Сержант Хук                                                | Trooper Hook                                    | Джефф Беннетт                                        |
| 1957        | с  | Дневной спектакль                                          | Matinee Theatre                                 | Том Коттерелл (1 эпизод)                             |
| 1957— 1958  | с  | Театр 90                                                   | Playhouse 90                                    | разные роли (2 эпизода)                              |
| 1958        | ф  | Жаркий сезон                                               | Hot Spell                                       | Джон Генри «Бадди№ Дюваль-младший                    |
| 1958        | с  | Театр Десилу «Вестингауза»                                 | Westinghouse Desilu Playhouse                   | Лес Транье (1 эпизод)                                |
| 1958        | с  | Телевизионный театр «Крафта»                               | Kraft Television Theatre                        | американский лётчик (1 эпизод)                       |
| 1958        | с  | Первая студия                                              | Studio One                                      | Уэйн Пилгрим (1 эпизод)                              |
| 1959        | ф  | Последний поезд из Ган Хилл                                | Last Train from Gun Hill                        | Рик Белден                                           |
| 1959        | ф  | Ловушка                                                    | The Trap                                        | Типпи Анжерсон                                       |
| 1959        | с  | Сумеречная зона                                            | The Twilight Zone                               | Майк Феррис (1 эпизод)                               |
| 1959 —1960  | с  | Отель де Пари                                              | Hotel de Paree                                  | Сандэнс (32 эпизода)                                 |
| 1960        | ф  | Визит на маленькую планету                                 | Visit to a Small Planet                         | Конрад                                               |
| 1961        | ф  | Бронированная команда                                      | Armored Command                                 | Майк                                                 |
| 1961        | ф  | Лето и дым                                                 | Summer and Smoke                                | Арчи Крамер                                          |
| 1961        | тф | «Вестингауз» представляет: Обездоленные                    | Westinghouse Presents: The Dispossessed         | Уэбстер                                              |
| 1961        | с  | Шоу Дика Пауэлла                                           | The Dick Powell Show                            | Пол Уильямс (1 эпизод)                               |
| 1962        | с  | Театр «Дженерал Электрик»                                  | General Electric Theater                        | Дейвид Сеймур (1 эпизод)                             |
| 1962        | с  | Премьера «Алкоа»                                           | Alcoa Premiere                                  | Митч Гатри (1 эпизод)                                |
| 1962        | с  | Шах и мат                                                  | Checkmate                                       | Джек Квентин (1 эпизод)                              |
| 1962        | с  | Автобусная остановка                                       | Bus Stop                                        | Аллан Стамбо (1 эпизод)                              |
| 1962— 1963  | с  | Бескрайняя страна                                          | Wide Country                                    | Митч Гатри (28 эпизодов)                             |
| 1964        | с  | Великое приключение                                        | The Great Adventure                             | Уилл Кросс (1 эпизод)                                |
| 1965        | ф  | Сыновья Кэти Элдер                                         | The Sons of Katie Elder                         | Мэтт Элдер                                           |
| 1965        | с  | Бонанза                                                    | Bonanza                                         | Шерман Клегг (1 эпизод)                              |
| 1965        | с  | Доктор Килдэр                                              | Dr. Kildare                                     | капитан Боб Хилл (1 эпизод)                          |
| 1965        | с  | Виргинец                                                   | The Virginian                                   | Уайли (1 эпизод)                                     |
| 1965        | с  | Беглец                                                     | The Fugitive                                    | Чарли Джадд (1 эпизод)                               |
| 1965        | с  | Люди Слэттери                                              | Slattery's People                               | майор Роджер Дайн(1 эпизод)                          |
| 1965        | с  | Вертикальный взлёт                                         | 12 O'Clock High                                 | лейтенант Пол Стайгер (1 эпизод)                     |
| 1966 — 1974 | с  | ФБР                                                        | The F.B.I.                                      | разные роли (4 эпизода)                              |
| 1967        | ф  | Договор со смертью                                         | A Covenant with Death                           | Брайан Тэлбот                                        |
| 1967        | с  | Кастер                                                     | Custer                                          | Дэн Сэмюэлс (1 эпизод)                               |
| 1968        | ф  | Битва за Анцио                                             | Lo sbarco di Anzio                              | сержант взвода Эйб Стиммлер                          |
| 1968        | ф  | Власть                                                     | The Power                                       | профессор Тэлбот Скотт, или Скотти                   |
| 1968        | с  | Защитник Джадд                                             | Judd for the Defense                            | шериф Лонни Керидо (1 эпизод)                        |
| 1968        | с  | Интуиция                                                   | Insight                                         | Флеминг (1 эпизод)                                   |
| 1969        | тф | Отчаянная миссия                                           | The Desperate Mission                           | Шэд Клей                                             |
| 1969        | с  | Доктор Маркус Уэлби                                        | Marcus Welby, M.D.                              | отец Хью (1 эпизод)                                  |
| 1969— 1973  | с  | Дымок из ствола                                            | Gunsmoke                                        | разные роли (3 эпизода)                              |
| 1970        | тф | Дым                                                        | Smoke                                           | Кэл Финч                                             |
| 1970        | тф | Племена                                                    | Tribes                                          | Де Пейстер                                           |
| 1970        | с  | Требуется вор                                              | It Takes a Thief                                | майор Арлин Маккой (1 эпизод)                        |
| 1970—1973   | с  | Диснейленд                                                 | Disneyland                                      | разные роли (5 эпизодов)                             |
| 1971        | тф | Монтсеррат                                                 | Montserrat                                      | Лухан                                                |
| 1971        | тф | Кэннон                                                     | Cannon                                          | Магрудер                                             |
| 1971        | с  | Айронсайд                                                  | Ironside                                        | Горди Брокоу (1 эпизод)                              |
| 1971        | с  | Прозвища Смит и Джонс                                      | Alias Smith and Jones                           | Уит (2 эпизода)                                      |
| 1971 —1973  | с  | Медицинский центр                                          | Medical Center                                  | разные роли (2 эпизода)                              |
| 1972        | ф  | Поедатель бисквитов                                        | The Biscuit Eater                               | Харв Макнил                                          |
| 1972        | с  | Новобранцы                                                 | The Rookies                                     | Изи Уайатт (1 эпизод)                                |
| 1973        | тф | В западне                                                  | Trapped                                         | Дэвид Мур                                            |
| 1973        | тф | Человек на шесть миллионов долларов: Вино, женщины и война | The Six Million Dollar Man: Wine, Women and War | Гарри Доннер                                         |
| 1973        | с  | Улицы Сан-Франциско                                        | The Streets of San Francisco                    | Крис Конуэй (1 эпизод)                               |
| 1974        | тф | Панический крик                                            | Cry Panic                                       | шериф Росс Кэбот                                     |
| 1974        | ф  | Я люблю тебя... Прощай                                     | I Love You... Good-bye                          | Том Чандлер                                          |
| 1974        | с  | Полицейская история                                        | Police Story                                    | сержант Чарли Райан (1 эпизод)                       |
| 1974 —1978  | с  | Женщина-полицейский                                        | Police Woman                                    | сержант, позднее лейтенант Билл Кроули (90 эпизодов) |
| 1977        | тф | Александр: Другая сторона рассвета                         | Alexander: The Other Side of Dawn               | Рэй Чёрч                                             |
| 1979        | ф  | Удачи, мисс Уикофф                                         | Good Luck, Miss Wyckoff                         | Эд Экклз                                             |
| 1979        | тф | Одинокий человек                                           | The Solitary Man                                | Дейв Киз                                             |
| 1979—1980   | с  | Калифорнийский дорожный патруль                            | CHiPs                                           | Эрл Холлиман (2 эпизода, в титрах не указан)         |
| 1980        | тф | Куда идут леди                                             | Where the Ladies Go                             | Бак                                                  |
| 1981        | ф  | Команда Шарки                                              | Sharky's Machine                                | Хотчкинс                                             |
| 1982        | тф | Золото кантри                                              | Country Gold                                    | Уэйд Перселл                                         |
| 1983        | с  | Поющие в терновнике                                        | The Thorn Birds                                 | Ладди Мюллер (4 эпизода)                             |
| 1986        | тф | Потрясение, если твой ребёнок принимает наркотики          | Shattered If Your Kid's on Drugs                | отец Кима                                            |
| 1986        | с  | Отель                                                      | Hotel                                           | Оуэн Макдермот (1 эпизод)                            |
| 1987        | тф | Американский урожай                                        | American Harvest                                | Крэб Хоган                                           |
| 1987        | тф | Дымок из ствола: Возвращение в Додж                        | Gunsmoke: Return to Dodge                       | Джейк Флэгг                                          |
| 1990        | с  | Пустое гнездо                                              | Empty Nest                                      | Майк Брадович (1 эпизод)                             |
| 1991        | ф  | P.S. Я люблю тебя                                          | P.S. I Luv U                                    | Мэтью Дарнинг                                        |
| 1991— 1992  | с  | P.S. Я люблю тебя                                          | P.S. I Luv U                                    | Мэтью Дарнинг (13 эпизодов)                          |
| 1991 — 1994 | с  | Она написала убийство                                      | Murder, She Wrote                               | разные роли (2 эпизода)                              |
| 1992        | с  | Полуночная жара                                            | In the Heat of the Night                        | доктор Ламберт (1 эпизод)                            |
| 1992        | с  | Шоу Ларри Сандерса                                         | The Larry Sanders Show                          | Эрл Холлиман (1 эпизод)                              |
| 1992—1993   | с  | Дельта                                                     | Delta                                           | Дарден Тоу (17 эпизодов)                             |
| 1996—1999   | с  | Каролина в Нью-Йорке                                       | Caroline in the City                            | Фред Даффи (3 эпизода)                               |
| 1997        | тф | Найтмэн                                                    | NightMan                                        | Фрэнк Доминус                                        |
| 1997— 1999  | с  | Найтмэн                                                    | Night Man                                       | Фрэнк Доминус (24 эпизода)                           |
| 1999        | ф  | Плохой городской блюз                                      | Bad City Blues                                  | Джо Гэгз                                             |
| 2000        | ф  | Идеальный жилец                                            | The Perfect Tenant                              | Артур Майклз                                         |
| 2000        | с  | Куриный бульон для души                                    | Chicken Soup for the Soul                       | Грэмпс (1 эпизод)                                    |